# Chleb i sól
Chleb i sól – polski dramat filmowy z 2022 roku w reżyserii i według scenariusza Damiana Kocura, wyprodukowany przez Jacka Bromskiego, Ewę Jastrzębską i Jerzego Kapuścińskiego. Bohaterem filmu jest młody pianista (Tymoteusz Bies), który wraca z Warszawy do rodzinnego miasta, gdzie spostrzega narastającą przemoc wobec imigrantów prowadzących bar z kebabem. Bierność bohatera wobec lawinowo rosnących animozji między jego kolegami a obcokrajowcami prowadzi ku tragicznej eskalacji przemocy. 
Inspiracją dla Kocura było autentyczne wydarzenie z 2017 w Ełku, gdzie po awanturze przed barem doszło do śmierci Polaka z rąk Tunezyjczyka. Reżyser starał się jednak unikać stereotypowych, jednoznacznych podziałów bohaterów na oprawców i ofiary. Kocur nakręcił film bez rozpisanych dialogów; aktorami byli naturszczycy wypowiadający improwizowane kwestie. Film został dofinansowany przez Polski Instytut Sztuki Filmowej i Stowarzyszenie Filmowców Polskich w ramach programu „60 minut”. 
Pełnometrażowy debiut Kocura został pozytywnie przyjęty w Polsce i za granicą. Oprócz Nagrody Specjalnej Jury w sekcji „Horyzonty” na 79. MFF w Wenecji, został uhonorowany m.in. Nagrodą Dziennikarzy na Festiwalu Polskich Filmów Fabularnych, Wielkim Jantarem na Koszalińskim Festiwalu Debiutów Filmowych „Młodzi i Film” oraz Nagrodą FIPRESCI na Międzynarodowym Festiwalu Kina Niezależnego „Off Camera”. 

## Fabuła
Tymoteusz (Tymoteusz Bies), pianista studiujący w warszawskim Uniwersytecie Muzycznym Fryderyka Chopina, który otrzymał zagraniczne stypendium, wraca na wakacje do rodzinnego miasta. Jego brat Jacek (Jacek Bies), również pianista, nie dostał się do Akademii Muzycznej i spędza czas z przyjaciółmi na osiedlu. Miejscem spotkań miejscowej młodzieży jest nowo powstały bar z kebabem.
Tymoteusz od początku pobytu na osiedlu stroni od bliższych relacji z rówieśnikami: nudzi się podczas grupowych wypadów, odrzuca też bliższą relację ze swoją osiedlową przyjaciółką Nikolą. Jedynym obiektem jego fascynacji jest imigrant Nadim.
Miejscowa młodzież początkowo dobrze żyje z obcokrajowcami, lecz z czasem zaostrza się konflikt między grupą pracowników a chłopakami z osiedla. Cudzoziemcy zaczynają słyszeć rasistowskie wyzwiska; dresiarze w autobusie, którym jedzie Tymoteusz wraz z Nikolą, zaczepiają Nadima przy bierności pozostałych pasażerów. Jeden z młodzieńców, Dawid, posuwa się wreszcie później do kradzieży telefonu Nadimowi. Gdy ten przyłapuje wraz ze swym kolegą agresorów, patrzy na Tymoteusza z prośbą o reakcję. Tymoteusz odwraca się jednak, śmiejąc się z rasistowskich żartów, na co kolega Nadima reaguje po raz pierwszy agresją.
Gdy Tymoteusz wraca do mieszkania, orientuje się, że zostawił klucze w barze. Wraca z Jackiem i innymi kolegami do lokalu, ale właściciele nie zamierzają go wpuścić. Dochodzi do eskalacji konfliktu; bierny Tymoteusz kradnie napój i ucieka z baru, podczas gdy kolega Nadima wyjmuje nóż i walczy z polskimi agresorami. Gdy Tymoteusz powraca na miejsce zajść, okazuje się, że jego brat został zabity. W ostatniej scenie filmu Tymoteusz, już na scenie poza rodzinnym miastem, odgrywa pojedynczy utwór w pustce po śmierci brata.

## Produkcja

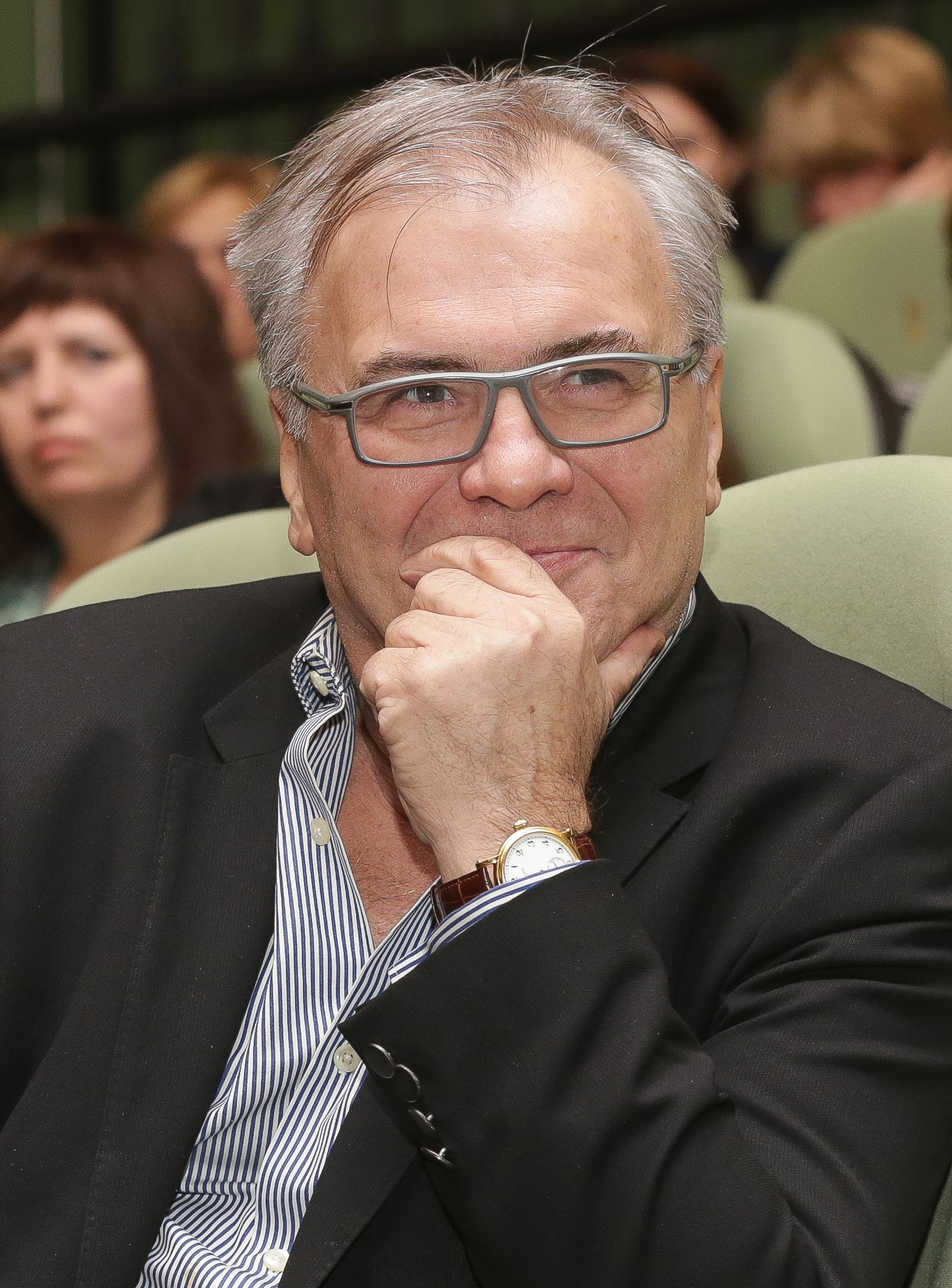
Jacek Bromski, prezes Stowarzyszenia Filmowców Polskich, był jednym z producentów filmu

Film Chleb i sól został wyprodukowany przez Stowarzyszenie Filmowców Polskich i Studio „Młodzi i Film” im. Andrzeja Munka. Głównym producentem utworu był Jacek Bromski, ówczesny prezes SFP; za produkcję odpowiadali też Ewa Jastrzębska i Jerzy Kapuściński ze Studia Munka.
Reżyserem Chleba i soli był debiutant Damian Kocur (z wykształcenia operator, autor siedmiu filmów krótkometrażowych), który napisał też scenariusz do filmu. Inspiracją dla Kocura stały się sprawa zabójstwa popełnionego w 2017 w Ełku przez Tunezyjczyka na Polaku podczas awantury przed barem z kebabem oraz późniejsze zamieszki antycudzoziemskie. Kocur wpadł na pomysł, że „muzyczne umiejętności Tymka byłyby dobrym kontrapunktem dla tej historii”. Reżyser wspominał, że podobnie jak bohater filmu często wracał z Krakowa, gdzie studiował, do blokowiska, gdzie mieszkali jego rodzice; sam jako nastolatek musiał się wpasować w otoczenie, gdzie nieustannie dochodziło do bójek. Kocur, który miał burzliwe doświadczenia, twierdził: „Nikt nie rodzi się zły. Nie robiłem tego filmu z perspektywy wielkomiejskiego intelektualisty”.
Do obsady Kocur zaangażował naturszczyków i własnych kolegów, m.in. braci Tymoteusza i Jacka Biesów. Tymoteusz Bies był autentycznym pianistą, wykładowcą Akademii Muzycznej im. Karola Szymanowskiego w Katowicach. Kocur zdecydował, że dialogi w filmie będą improwizowane. Jak sam opowiadał: „Nie potrzebuję ludzi z warsztatem, tylko takich, którzy się przede mną otworzą, którzy poczują się na planie bezpiecznie, będą rozmawiać tak, jak rozmawiają ze sobą, a obecność kamery ich nie usztywni i nie sprawi, że będą chcieli być kimś więcej niż są”. Tymoteusz Bies, opowiadając o kulisach produkcji filmu, twierdził: „Mówiliśmy m.in. własnym językiem, co pomogło. W zasadzie nie było gotowych kwestii do wykucia”.
Zdjęcia do Chleba i soli były kręcone w lipcu i sierpniu 2021. Jako plenery posłużyły Strzelce Opolskie, Opole oraz Katowice (Narodowa Orkiestra Symfoniczna Polskiego Radia). Realizatorem zdjęć był Tomasz Woźniczka, montażystą – Alan Zejer, a scenografie do filmu wykonała Ewa Mroczkowska. Kostiumy zaprojektowała Zuzanna Kot, a dźwięk opracowali Katarzyna Białas i Łukasz Kaczmarski. Produkcję dofinansowały Polski Instytut Sztuki Filmowej oraz Canal+ Polska w ramach programu „60 minut”. Koproducentami Chleba i soli były spółki Silesia Film, Kivi Rental, King House Michał Sadowski i Exa Studio. Międzynarodowym agentem sprzedaży filmu była spółka IKH Pictures Promotion, a dystrybutorem w Polsce – Kino Świat.

## Odbiór

### Premiera

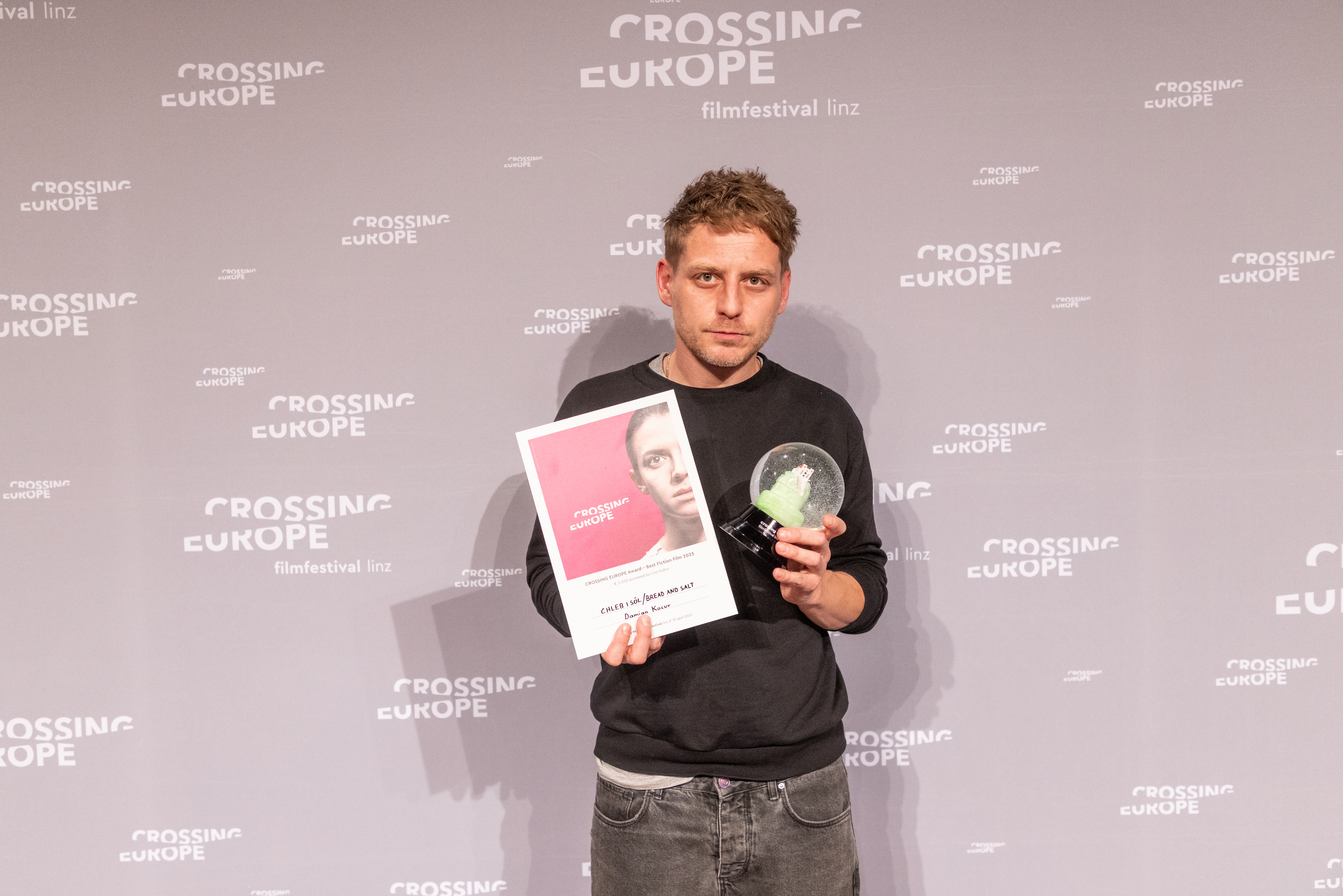
Damian Kocur odbierający nagrodę na Festiwalu Crossing Europe w 2023

Chleb i sól miał premierę światową 8 września 2022 na 79. MFF w Wenecji, gdzie otrzymał Nagrodę Specjalną Jury w sekcji Orrizonti („Horyzonty”). Na FPFF w Gdyni otrzymał Nagrodę Dziennikarzy, laury Młodego Jury oraz Don Kichota (przyznawanego przez Polską Federację Dyskusyjnych Klubów Filmowych). Dystrybucja kinowa Chleba i soli w Polsce rozpoczęła się 27 stycznia 2023.

### Recenzje
W Polsce film Chleb i sól został przeważnie pozytywnie przyjęty przez recenzentów. Według agregatora Mediakrytyk średnia ważona z ocen 18 zawodowych krytyków wyniosła 7,3/10. Anita Piotrowska w recenzji dla „Tygodnika Powszechnego” wyrokowała, że „tak udanego debiutu dawno w naszym kinie nie było”. Według Michała Kujawińskiego z portalu NaEkranie.pl film cechuje „wiarygodność, która jest tak pożądana i uwielbiana w światowym kinie”.

Krytycy często odczytywali film Kocura jako zniuansowane przedstawienie opozycji między oprawcami a ofiarami. Zdaniem Klary Cykorz z „Dwutygodnika” ksenofobia przedstawiona w filmie jest „zbyt znajoma w swoim banale, wprasowana w codzienność, w wygłupy, na które przymyka się oko i które się ignoruje”. Według Cykorz film pokazuje rodzaj przemocy, której można zapobiec, jeśli tylko się chce na nią zareagować. Przykładu dostarcza scena w autobusie, w której właściwie nikt nie pomaga prześladowanym imigrantom, gdy jest ku temu sposobność. Maciej Kryński z portalu „Kultura Liberalna” twierdził, że Chleb i sól podważa istniejące w kulturze popularnej przeciwstawienie szlachetnej ofiary i okrutnego oprawcy: 
W popularnych fantazjach skrzywdzeni zachowują moralną nieskazitelność, reakcja na opresję jest czymś naturalnym, a ostateczny triumf prześladowanych to tylko kwestia solidarności, odwagi i sprytu. Chleb i sól obrazuje dynamikę tych ról, ujawniając przy okazji wstydliwy fakt, że dotychczasowe ofiary prędzej zjednoczą się z oprawcami przeciwko innym ofiarom, niż wspólnie z nimi dadzą odpór przemocy.
Chleb i sól ceniono też za zaprzeczanie stereotypom o życiu w prowincjonalnych blokowiskach. Michał Piepiórka w recenzji dla portalu Filmweb pisał, że reżyserowi udało się „zestawiać ze sobą pozorne paradoksy, by walczyć ze stereotypami i publicystycznymi uproszczeniami: na osiedlowej ławeczce późną nocą bracia gadają o zawiłościach pianistyki, ich kumple rapują do dźwięków fortepianu, a największy osiłek w chwili słabości nie będzie potrafił ukryć łez”. Marcin Stachowicz w tekście dla „Krytyki Politycznej” podkreślał, że Kocur przedstawił polską prowincję, unikając pułapek, w jakie wpadło wielu reżyserów z wielkomiejskich społeczności. Spojrzenie Kocura jest:
pozbawione moralizatorskich zapędów, wolne od grubych socjologicznych tez […]. Nie ma tu brudnego naturalizmu „blokersów”, nie ma poetyckich mroków, nie ma użytkowego traktowania małomiasteczkowości jako szerokiej metafory „problemów z Polską”.
Ilustracją tego spojrzenia jest postać Tymoteusza. Krzysztof Kwiatkowski w recenzji dla Onetu charakteryzował ekranowego protagonistę następująco: „W Warszawie odżył, pojawia się sugestia, że jest gejem. Ale ma w sobie i arogancję człowieka, który zachłysnął się nową rzeczywistością”. Ekranowy Tymoteusz był interpretowany też jako egoista, którego bierne postępowanie miało służyć jako ostrzeżenie dla widzów.
Część krytyków natomiast z rozczarowaniem przyjmowała zakończenie filmu. Niko Graczyk w tekście dla portalu Noizz.pl opisywał klamrę narracyjną jako „mocno pretensjonalną, zamykającą antycypowaną wcześniej na ekranie tragedię, ale realnie niemówiącą nic o postaci”. Zdaniem Michała Konarskiego z Pełnej Sali również punkt kulminacyjny w postaci tragicznego w skutkach zabójstwa zostaje „zaprzepaszczony szantażem emocjonalnym i rozpaczą nakręconą w zwolnionym tempie”.
W Chlebie i soli odnajdywano nawiązania do innych filmów międzynarodowych o tematyce społecznej. Szukano w filmie Kocura odwołań do The Florida Project Seana Bakera, Przypadku Krzysztofa Kieślowskiego (alternatywne losy każdego z braci), Mojej miłości Abdellatifa Kechiche’a, Rób, co należy Spike'a Lee (równie niejednoznaczny portret społeczności); odnajdywano też cytaty z Powrotu do Reims Didiera Eribona oraz Dnia świra Marka Koterskiego. O ile jednak u Koterskiego „upadły inteligent dawno stracił wiarę, że wiedza, kultura i wzajemny szacunek cokolwiek są jeszcze w stanie zmienić”, reżyser Chleba i soli wciąż ma w sobie „odrobinę idealizmu”. Reżyser Artur Wyrzykowski, choć krytykował dwuznaczną scenę finałową, docenił przesłanie utworu: „przemoc ma trywialne źródła: bierze się z nudy, z chęci zaimponowania innym, z żartów na temat inności. Młode osoby, które są sprawcami lub biernymi obserwatorami tej przemocy, to normalni ludzie. […] Ich normalność jest przerażającą diagnozą na temat przemocy i czyni tę opowieść wyjątkową”.

### Nagrody
| Rok  | Festiwal/instytucja                                            | Nagroda                                                              | Odbiorcy                                   | Wynik     |
| ---- | -------------------------------------------------------------- | -------------------------------------------------------------------- | ------------------------------------------ | --------- |
| 2022 | Międzynarodowy Festiwal Filmowy w Wenecji                      | Nagroda Specjalna Jury w konkursie Orrizonti                         | Damian Kocur                               | Wygrana   |
| 2022 | Festiwal Polskich Filmów Fabularnych                           | Nagroda Dziennikarzy                                                 | Damian Kocur                               | Wygrana   |
| 2022 | Festiwal Polskich Filmów Fabularnych                           | Nagroda Jury Młodych                                                 | Damian Kocur                               | Wygrana   |
| 2022 | Festiwal Polskich Filmów Fabularnych                           | Don Kichot, Nagroda Polskiej Federacji Dyskusyjnych Klubów Filmowych | Damian Kocur                               | Wygrana   |
| 2022 | Golden Orange Film Festival (Antalya)                          | Nagroda za najlepszą reżyserię                                       | Damian Kocur                               | Wygrana   |
| 2022 | All About Freedom Festival (Gdańsk)                            | Nagroda Publiczności                                                 | Damian Kocur                               | Wygrana   |
| 2022 | Festiwal Młodego Kina Wschodnioeuropejskiego (Cottbus)         | Nagroda DIALOG                                                       | Damian Kocur                               | Wygrana   |
| 2022 | Festiwal Młodego Kina Wschodnioeuropejskiego (Cottbus)         | Nagroda Specjalna za reżyserię                                       | Damian Kocur                               | Wygrana   |
| 2022 | Festival Internacional de Cine de Gijón                        | Nagroda Jury Młodzieżowego                                           | Damian Kocur                               | Wygrana   |
| 2022 | Międzynarodowy Festiwal Filmowy w Kairze                       | Brązowa Piramida dla najlepszego debiutu                             | Damian Kocur                               | Wygrana   |
| 2023 | „Polityka”                                                     | Paszport „Polityki”                                                  | Damian Kocur                               | Nominacja |
| 2023 | Empik                                                          | Bestseller Empiku w kategorii Odkrycie                               | Damian Kocur                               | Wygrana   |
| 2023 | Polska Akademia Filmowa                                        | Orzeł za odkrycie roku                                               | Damian Kocur                               | Wygrana   |
| 2023 | Polska Akademia Filmowa                                        | Orzeł za najlepszy film                                              | Damian Kocur                               | Nominacja |
| 2023 | Polska Akademia Filmowa                                        | Orzeł za najlepszą reżyserię                                         | Damian Kocur                               | Nominacja |
| 2023 | Polska Akademia Filmowa                                        | Orzeł za najlepszy scenariusz                                        | Damian Kocur                               | Nominacja |
| 2023 | Polska Akademia Filmowa                                        | Orzeł za najlepsze zdjęcia                                           | Tomasz Woźniczka                           | Nominacja |
| 2023 | FebioFest (Bratysława)                                         | Nagroda Specjalna (konkurs „W środku Europy”)                        | Damian Kocur                               | Wygrana   |
| 2023 | Prowincjonalia                                                 | Nagroda Dziennikarzy                                                 | Damian Kocur                               | Wygrana   |
| 2023 | EuroFilmFest DEF (Praga)                                       | Wyróżnienie w konkursie debiutów                                     | Damian Kocur                               | Wygrana   |
| 2023 | Crossing Europe Filmfestival (Linz)                            | Nagroda dla najlepszego filmu fabularnego                            | Damian Kocur                               | Wygrana   |
| 2023 | Międzynarodowy Festiwal Kina Niezależnego „Off Camera”         | Nagroda FIPRESCI                                                     | Damian Kocur                               | Wygrana   |
| 2023 | Gildia Reżyserów Polskich                                      | Nagroda im. Krzysztofa Krauzego                                      | Damian Kocur                               | Wygrana   |
| 2023 | Nyski Festiwal Filmowy (Żytawa)                                | Nyski Festiwal Filmowy                                               | Damian Kocur                               | Wygrana   |
| 2023 | Tarnowska Nagroda Filmowa                                      | Nagroda Specjalna Jury                                               | Damian Kocur                               | Wygrana   |
| 2023 | The New York Polish Film Festival                              | Nagroda za debiut                                                    | Damian Kocur                               | Wygrana   |
| 2023 | Sopot Film Festival                                            | Nagroda Jury Konkursu Nowe Wizje                                     | Damian Kocur                               | Wygrana   |
| 2023 | Koszaliński Festiwal Debiutów Filmowych „Młodzi i Film”        | Wielki Jantar za pełnometrażowy debiut fabularny                     | Damian Kocur                               | Wygrana   |
| 2023 | Koszaliński Festiwal Debiutów Filmowych „Młodzi i Film”        | Nagroda za odkrycie aktorskie                                        | Tymoteusz Bies                             | Wygrana   |
| 2023 | Koszaliński Festiwal Debiutów Filmowych „Młodzi i Film”        | Wyróżnienie za rolę w filmie fabularnym                              | Nikola Raczko                              | Wygrana   |
| 2023 | Fundacja im. Weroniki Migoń                                    | Nagroda im. Weroniki Migoń                                           | Katarzyna Iskra Damian Kocur Piotr Steczek | Wygrana   |
| 2023 | Lubuskie Lato Filmowe                                          | Srebrne Grono                                                        | Damian Kocur                               | Wygrana   |
| 2023 | Międzynarodowy Festiwal Filmowy „Tofifest”                     | Nagroda Główna „Złoty Anioł” w konkursie „On Air”                    | Damian Kocur                               | Wygrana   |
| 2023 | Polski Instytut Sztuki Filmowej                                | Nagroda za debiut roku                                               | Damian Kocur                               | Wygrana   |
| 2023 |                                                                | Nagroda za plakat filmowy                                            | Maks Bereski                               | Wygrana   |
| 2024 | Koło Piśmiennictwa Filmowego Stowarzyszenia Filmowców Polskich | Wyróżnienie za film polski                                           | Damian Kocur                               | Wygrana   |
| 2024 | Gildia Scenarzystów Polskich                                   | Nagroda Gildii Scenarzystów Polskich                                 | Damian Kocur                               | Nominacja |